# Тени незабытых предков
«Тени незабытых предков» (укр. «Тіні незабутих предків: Таємниці Мольфара») — украинский молодёжный мистический триллер 2013 года. Режиссёр — Любомир Левицкий. Съёмками занималась кинокомпания «Саспенс Филмс».
«Тени незабытых предков» планировали выпустить в прокат в сентябре, однако премьера была перенесена на 14 ноября 2013 года. Язык фильма — украинский.

## Сюжет
Фильм повествует о студенте Иване, сталкивающемся с потусторонними силами.

## В ролях
- Дмитрий Ступка — Ваня «Воланчик» Романовский
- Елена Мусиенко — Анжела
- Владислав Никитюк — Захар
- Роксолана Кравчук — Юля
- Павел Ли — Вова
- Марина Шако — Ляна
- Богдан Юсипчук — Артур
- Софья Галабурад — Рута
- Ольга Сумская — мать Вани
- Николай Боклан — декан
- Олег Цёна — профессор
- Юрий Росстальной — Мольфар
- Валерий Легин — слепой
- Владимир Нечипоренко — ректор
- Константин Линартович — Мольфар
- Ольга Фреймут — журналистка
- Орест Стафийчук — Демон
- Николай Береза — продавец
- Ровшан Гусейнов — водитель лесовоза

## Съёмки
Фильм снимал оператор Марк Эберли (англ. Mark Eberle), известный по фильмам «Сумерки» (снимал все скоростные передвижения вампиров), «Небесный форсаж», «Обречённый рейс», «Гордый американец» и другие.

### Пробы
На главные роли были приглашены молодые неизвестные актёры, отбор которых проводили по всей Украине. В частности, на сайте say.tv состоялся онлайн-отбор.

Кроме них, в фильме приняли участие известные актёры: Ольга Сумская, Юрий Розстальный, Валерий Легин, Константин Линартович, Ольга Фреймут.

### Съёмочные локации
Фильм снят на территории Украины.
Университет и студенческая жизнь снят в Черновцах, частный сектор — в Киеве. Значительная часть кадров отснята в Карпатских горах.

## Саундтрек
- The Hardkiss — Shadows of Time
- The Hardkiss — October
- O.Torvald — Знову сам
- Ragga Sapiens — Сонце палає
- Dead Boys Girlfriend — Babies it’s evil
- Massive Attack — Paradise Circus (Zeds Dead Dubstep Remix)
- Champagne Morning — Culture
- Green Day — Kill The DJ (OST к трейлеру)

### Видео
- Офіційний трейлер Тіні незабутих предків (укр.) (Официальный трейлер Тени незабытых предков (с прологом))
- з 14 листопада "Тіні Незабутих Предків" (укр.) (Официальный трейлер Тени незабытых предков (англ. субтитры))
- "Тіні незабутих предків" — За лаштунками (backstage) день 1 (укр.) («Тени незабытых предков» — За кулисами (backstage) день 1 от kinostrichka)